# بوب كاميرون
بوب كاميرون (بالإنجليزية: Bob Cameron)‏ هو لاعب غولف وسياسي أسترالي، ولد في 19 مارس 1963. حزبياً، نشط في حزب العمال الأسترالي. وقد انتخب عضو الجمعية التشريعية فيكتوريا.